# Casa Memorială „N. D. Cocea”
Casa Memorială „N. D. Cocea” este un muzeu județean din Sighișoara, amplasat în Str. Școlii nr. 10. Casa în care a trăit publicistul și pamfletarul socialist N. D. Cocea (1880 - 1949).